# Мама Люба
«Мама Люба» — песня, записанная российской поп-группой Serebro. Англоязычная версия песни, под названием «Mama Lover», была презентована на фестивале «Europa Plus Live» 30 июля 2011 года и стала заглавным треком второго студийного альбома группы. Автором текста англоязычной версии является солистка группы Ольга Серябкина, а автором слов русскоязычной версии и музыки к песне — российский музыкальный продюсер Максим Фадеев. Премьера песни «Mama Lover» состоялась на портале TopHit.Ru 5 августа, песни «Мама Люба» — 12 сентября 2011 года.

## История композиции
30 июля 2011 года, выступая на фестивале «Europa Plus Live», группа, помимо уже известных песен, исполнила и новую композицию, англоязычный трек под названием «Mama Lover» (эвфемизм слова «Motherfucker»). 5 августа состоялась эксклюзивная премьера трека на «Love Radio» и «DFM». Со 2-е по 4-е августа песня «Mama Lover» была доступна для открытого предварительного тестирования пользователями портала «TopHit.Ru» и 5 августа была запущена в ротацию на радиостанциях СНГ, а песня «Мама Люба» — 12 сентября. На официальном сайте группы песня «Мама Люба» была выложена для скачивания без цензуры, в радиоверсии же слово «блядь» в тексте заглушено. Во время некоторых промовыступлений и на некоторых концертах девушки заменяли слово «блядь» на «супер». Англоязычная композиция стала заглавным треком второго студийного альбома группы Serebro, русскоязычная версия также вошла в трек-лист альбома, в качестве бонуса.

## Реакция критики
Булат Латыпов из журнала «Афиша» писал, что «…трио расхристанных девиц сполна отдает должное выбранной ещё в начале творческого пути эстетике утраты иллюзий», добавив, что сама песня «не хуже творений электронного дуэта Duck Sauce», а также назвав «неуместным и фальшивым» финал клипа с разговором солисток на повышенных тонах и пародией Лены Темниковой на Джигурду. Гуру Кен дал композиции положительную оценку и отмечал, что русскоязычная версия песни звучит намного лучше англоязычной. «…к музыке Фадеева и вовсе никаких претензий — это уверенно-коммерческий саунд, можно поискать, откуда это спёрто (и даже есть версии), но не хочется. Песня наконец-то получилась», — писал критик. На сайте проекта «Мир Мэджи» дали негативную оценку песни и описывали «Маму Любу» как «крайне неудачное и дико пошлое творение».
В испанской газете La Vanguardia композицию охарактеризовали как «весёлую, чувственную и энергичную». Сайт Apelzin.ru внёс композицию в свой редакционный список «100 лучших песен 2011 года», поместив её на 100 позицию. В 2012 году песня «Mama Lover» была названа «песней этого лета» испанским проектом «Coca-Cola Music Experience» и итальянскими телеканалами «Canale 5» и «Musix Box». Итальянская журналистка Диана Гуглиелмини, говоря о сингле, сказала «…сингл „Mama Lover“ это новая „песенка-прилипала“ этого лета. Песня была выпущена ещё в августе 2011, а теперь пришла и в Италию. Видео с тремя девушками, откровенно одетыми и нескромно себя ведущими, покорило сеть. Причём молодое поколение, вероятно, куда больше оценило клип, чем саму песню», добавив, что «Serebro всерьёз может завоевать музыкальные рынки за пределами России».
Многие критики назвали песню «визитной карточкой» группы. Итальянский Corriere.it в этой связи сравнил Serebro и их «Mama Lover» с российской группой t.A.T.u. и их главным хитом «All The Things She Said» и провокационным клипом на эту песню. «Сегодня, спустя 10 лет после того „нашествия“, история повторяется, но на смену двум подросткам, Юле Волковой и Лене Катиной, с их жёсткими песнями, пришли три взрослые девушки с танцевальным хитом с приставучим припевом» — добавляли в издании. Испанское спортивное издание as, иронизируя на тему вылета сборной России с Евро 2012, писало: «И хотя их сборная выбыла из турнира, это российское трио продолжает музыкальную революцию в странах-участницах Чемпионата Европы по футболу со своим сладострастным видео». Серджио Цадедду из Musicsite Italia назвал песню «достаточно лёгкой, чтобы стать популярной, танцевальной, ориентированной на массы и без всякого смысла», а также добавил, что «молодые люди наверняка с радостью добавят сингл в свои плей-листы на несколько недель, особенно если к песне они приложат видео и фото этих симпатичных старлеток». В Excitenews.es описали песню как «запоминающуюся и танцевальную». В издании добавили, что «…песня уже звучит на танцполах и радиостанциях, что сделает отдых этим летом ещё более интересным». Джесси Сервантес из мексиканской национальной газеты Milenio дал положительную оценку песне, сравнив её с хитами Александры Стан и Inna, а также предположил, что после такого успеха сингла группа вполне может стать «артистом одного хита».
По итогам 2011 года Serebro с песней «Мама Люба» стали лауреатами фестиваля «Песня года». 27 марта 2012 года, песня и видеоклип были номинированы на «Премию Муз-ТВ 2012» в категориях «Лучшая песня» и «Лучшее видео». Сайт NewsMusic.Ru назвал видеоклип «Мама Люба» самым скандальным и популярным клипом года. В июле 2012 года песня и видеоклип группы были номинированы на премию RU.TV 2012 в трёх категориях: «Креатив года», «Лучший танцевальный трек» и «Лучший рингтон». Композиция победила в номинации «Лучший танцевальный трек».

## Коммерческий успех
Высшей позицией сингла стала 8 строчка в общем радиочарте СНГ (Tophit Общий Топ-100), однако песня 9 недель подряд занимала 1 место чарта по заявкам радиослушателей СНГ (Tophit Топ-100 по заявкам), находилась на 19 месте в airplay чарте Мексики, на 5 месте в airplay чарте Латвии, несколько недель подряд возглавляла airplay чарт Италии, став самой ротируемой итальянскими радиостанциями песней по итогам лета 2012 года. Песня «Мама Люба» возглавляла чарт самых продаваемых цифровых треков в России по информации компании 2М и Lenta.ru, по итогам года заняла 7 строчку в российском чарте продаж. Песня вошла в официальные чарты продаж в Испании, Италии, Румынии, Бельгии и Чехии, а также в общеевропейский чарт продаж цифровых треков («Euro Digital Songs»). Песня также входила в «iTunes Dance Chart» разных европейских стран: в Нидерландах она добралась до 23 строчки, в Швейцарии до 76, в Норвегии до 88, в Финляндии до 37 строчки, в Германии до 44, во Франции до 33, в Бельгии до 11 строчки, в Испании до 6, в Италии до 1 строчки. Сингл также возглавлял итальянский, бельгийский и мексиканский клубные чарты и достиг 5 позиции в Music Week UK Club Chart Top 40 в сентябре 2012 года, а также добрался до 5 позиции в Commercial Pop Club Chart Великобритании. В августе 2012 года сингл «Mama Lover» был сертифицирован FIMI как платиновый в Италии. Продажи сингла в этой стране превысили отметку в 30 тысяч экземпляров.

## Музыкальное видео
14 сентября 2011 года в интернете был представлен тизер видеоклипа на песню «Мама Люба», в котором девушки сообщали о скорой премьере своего нового видеоклипа, концепцию которого они описали так: 
Эта песня очень позитивная и наш клип мы постарались сделать таким же веселым и позитивным. Мы постарались пропитать наш клип духом непорочности, чистоты и чего-то уже забытого. Такого удовольствия от съёмок видео мы ещё не получали.
Также девушки сообщили, что съёмки клипа проходили в здании 17-го века, с использованием сложных декораций и танцевальных постановок, которые солистки разучивали в течение полутора месяцев. На следующий день, 15 сентября, на легальном портале русскоязычной музыки «ELLO» состоялась премьера клипа на песню «Мама Люба». Однако сюжет клипа кардинально отличался от описанного в трейлере.

Солистки группы «Serebro» в клипе на песню «Mama Lover». Слева-направо: Елена Темникова, Анастасия Карпова, Ольга Серябкина

 В течение всего клипа девушки ездят по городу на машине, включив свою песню, подпевают, дурачатся, показывают трусы, бьют друг друга по ягодицам, сосут леденцы и стебутся друг над другом. В официальном пресс-релизе представители группы сообщили, что клип был снят спонтанно на автомобильный видеорегистратор, в чём тут же усомнилась «Комсомольская правда», впрочем, отметив, что клип действительно «замечательный и смешной — девушки ведут себя естественно, выглядят хорошо, да и песня „Мама Люба“ действительно неплоха». Интернет-портал «Звуки. Ру» также не поверил в то, что клип был снят случайно: «В то, что клип был якобы случайно снят на видеорегистратор, не поверил никто, кто знаком с продюсерскими методами Максима Фадеева. Это не мешает с любопытством изучать выгодные позы, якобы случайно принимаемые Леной Темниковой». Клип на песню «Mama Lover» был презентован на YouTube-канале польского лейбла «My Music Group» 7 ноября 2011 года.

### Популярность в Интернете
Клип на песню стал хитом видеохостинга YouTube. За 4 дня он набрал более 280 тысяч просмотров, менее чем за 10 дней отметка просмотров перевалила за миллион. «Для отечественных исполнителей это, бесспорно, удивительный результат» — отметил портал «Starland.Ru». Клип находился на 5 месте по популярности на YouTube по всему миру в категории «Музыка». Однако далеко не у всех зрителей видеоклип вызвал положительные отклики, отмечает украинский портал «Zirki.Info». Клип вошёл в пятёрку самых просматриваемых видеороликов из России на сайте YouTube в 2011 году, российский блог Google поместил его на 4 место, сайт «Звуки. Ру» включил клип в список «20 поп-клипов года». В декабре 2011 года группа приняла участие в съёмках спецвыпуска ток-шоу «Пусть говорят», посвящённом героям самых популярных в уходящем году видеороликов интернета. 3 апреля 2012 года клип «Мама Люба» набрал 20 миллионов просмотров. На видео было снято огромное количество любительских пародий от пользователей интернет по всему миру. Некоторые из них и сами набирали сотни тысяч просмотров и попадали в сводки новостей, как, например, ролик, снятый полицейскими из Барселоны в рабочее время. На видео двое полицейских, находясь в служебной машине и, услышав по радио песню «Mama Lover», начинают пародировать действия российской группы из их видеоклипа, иногда просто забывая следить за управлением. После того как ролик попал в интернет, они были отстранены от работы, и местным властям пришлось принести жителям извинения.

### Съемочная группа
- Камера: Павел Колобаев и Максим Фадеев
- Дизайнер текста: Алина Явенич
- Производство: MALFA
- Дата выпуска: 16.09.2011

## Исполнение
Одно из первых выступлений с песней «Мама Люба» состоялось 24 сентября 2011 года, на открытии шоу Бритни Спирс в московском СК «Олимпийский», в рамках её мирового турне «Femme Fatale». Владимир Зубицкий, глава компаний-организаторов концерта SAV Entertainment и «Русский Шоу-центр», сообщил, что певица и её менеджмент выбрали группу лично, из массы присланных им фонограмм и видеозаписей различных артистов. «…подтвердили именно эту группу, потому что Спирс и её менеджменту очень понравился последний материал „Серебра“, в том числе клип на песню „Мама Люба“, который собрал на YouTube уже массу просмотров» — добавил Зубицкий. На ток-шоу «Пусть говорят» песня была исполнена вместе с участниками самых просматриваемых в 2011 году видеороликов рунета, приглашённых в студию. В номере для «Оливье шоу», которое транслировалось на Первом канале в новогоднюю ночь-2012, группа исполнила «Маму Любу» в образе снегурочек, катаясь на санях, на фоне искусственных ёлок. Для исполнения песни на гала-концерте «Шахтёр-чемпион» в Донецке девушки облачились в костюмы, напоминающие форму американских черлидерш, они же были использованы во время исполнения «Мамы Любы» в финале ток-шоу «Futboleros» на испанском Marca TV. Для постановки номера на «Big Love Show 2012» Serebro через свой официальный сайт разыскивала мам своих поклонников, готовых выйти с группой на сцену во время концерта. 14 февраля 2011 года около ста «мам Люб», ярких женщин, которых группа нашла в разных концах страны, вышли на сцену «Олимпийского» с группой и исполнили песню перед многотысячным залом. Для исполнения песни на европейском фестивале «Primavera Pop 2012» в Мадриде девушки вышли на сцену в нарядах с обложки своего дебютного англоязычного альбома Mama Lover — в королевских мантиях и коронах, которые они скинули с себя сразу перед исполнением первого куплета, представ перед зрителями зала «Palacio de Vistalegre» в белых боди. В июле 2012 года Serebro исполнила песню «Мама Люба» на фестивале «Новая волна» в рамках «Дня мирового хита», на котором звёзды и участники конкурса перепевают песни зарубежных исполнителей, ставшие международными хитами, однако для группы Serebro было сделано исключение ввиду успеха песни в странах Европы. 23 сентября 2012 группа исполнила «Mama Lover» и «Мама Люба» на показе марки Agogoa на Неделе моды в Милане. 29 сентября 2012 года Serebro исполнили песню «Мама Люба» на церемонии вручения премии музыкального канала RU TV. Во время исполнения группа выехала на сцену на кабриолете, корпус которого полностью был заклеен множеством надутых презервативов. Пели солистки в микрофоны, исполненные в виде больших круглых леденцов на палочке.

## Пародии
В ноябре 2011 группа Serebro совместно с телеканалом Муз-ТВ и музыкальной сетью ELLO объявила конкурс ремейков на клип «Мама Люба». Победителем конкурса стал видеоролик исполнительного продюсера фильма «Высоцкий. Спасибо, что живой» Стаса Довжика, роль «мамы Любы» в нём исполнила актриса Елена Кондулайнен. Клип на песню «Мама Люба» был спародирован в развлекательной передаче российского Первого канала «Большая разница» и испанском телешоу канала Neox «Otra Movida».

## Список композиций
| Цифровой релиз (доступен для загрузки на сайте группы) 1. «Mama Lover» — 04:04 2. «Мама Люба» — 04:04 CD single 1. «Mama Lover (Extended Mix)» 2. «Mama Lover (Dab & Sissa Remix)» 3. «Mama Lover (The Cube Guys Mix)» 4. «Mama Lover (Gary Caos Remix)» 5. «Mama Lover (Radio Edit)» 6. «Mama Lover (Official Music Video, Bonus)» iTunes Remixes Single 1. «Мама Люба» — 4:02 2. «Mama Lover» — 4:04 3. «Mama Lover (Matrick Remix)» — 5:46 4. «Mama Lover (Slava Inside Remix)» — 5:42 5. «Мама Люба (DJ V1t & DJ Johnny Clash Remix)» — 6:11 6. «Мама Люба (DJ Amor Remix)» — 3:54 7. «Мама Люба (DJ Prado Remix)» — 7:15 8. «Мама Люба (Digital Nova Remix)» — 3:37 9. «Мама Люба (DJ Chixer Remix)» — 3:36 10. «Мама Люба (DJ La Remix)» — 4:04 «Mama Lover» (UK Remix Promo EP) 1. «Mama Lover (Lockout’s Club Mix)» 2. «Mama Lover (Gary Caos Mix)» 3. «Mama Lover (Jorg Schmid Mix)» 4. «Mama Lover (Dab & Sissa Mix)» 5. «Mama Lover (The Cube Guys Mix)» 6. «Mama Lover (Gary Caos Dub)» 7. «Mama Lover» | «Mama Lover» EP Remixes 1. «Mama Lover (Radio Edit)» — 3:29 2. «Mama Lover (Extended Mix)» — 5:32 3. «Mama Lover (Gary Caos Remix)» — 6:57 4. «Mama Lover (Gary Caos Dub Mix)» — 6:19 5. «Mama Lover» — 4:02 «Mama Lover» (Remix Single) 1. «Mama Lover (Dab & Sissa Radio Edit)» — 2:55 2. «Mama Lover (Dab & Sissa Remix)» — 5:51 3. «Mama Lover (The Cube Guys Mix)» — 7:04 Цифровой сингл для США 1. «Mama Люба (Radio Edit)» — 3:29 2. «Mama Lover (Radio Edit)» — 3:29 3. «Mama Люба (Original Mix)» — 4:02 4. «Mama Lover (Original Mix)» — 4:02 «Мама Люба» French Promo CD 1. «Мама Люба (Original)» — 4:02 2. «Мама Люба (Radio Edit)» — 3:30 «Mama Lover» (UK Remix Promo Single) 1. Mama Lover (WAWA Remix) 2. Mama Lover (WAWA Dab) |

## Чарты
| Страна/территория (Чарт)                              | Высшая Позиция |
| ----------------------------------------------------- | -------------- |
| СНГ (Tophit Топ-100 по заявкам)                       | 1              |
| СНГ (Tophit Общий Топ-100)                            | 8              |
| Россия (Tophit Российский Топ-100)                    | 12             |
| Россия (Tophit Московский Топ-100)                    | 20             |
| Россия (Tophit Санкт-Петербургский Топ-100)           | 15             |
| Украина (Tophit Киевский Топ-100)                     | 10             |
| Украина (Tophit Украинский Топ-100)                   | 6              |
| Россия (2М Топ 10. Цифровые треки)                    | 1              |
| Испания (PROMUSICAE Digital)                          | 25             |
| Испания (PROMUSICAE Airplay)                          | 8              |
| Чехия (IFPI)                                          | 58             |
| Италия (FIMI Sales Chart)                             | 6              |
| Италия (Nielsen SoundScan Airplay)                    | 1              |
| Бельгия Ultratip (Flanders)                           | 6              |
| Бельгия Ultratop Flanders (Dance Bubbling Under)      | 1              |
| Бельгия Ultratop Flanders (50 Dance)                  | 44             |
| Euro Digital Songs                                    | 125            |
| Латвия (Airplay Chart)                                | 5              |
| Мексика (Billboard International)                     | 19             |
| Великобритания (Music Week UK Club Chart)             | 5              |
| Великобритания (Music Week Commercial Pop Club Chart) | 5              |
| Румыния                                               | 94             |
| Япония                                                | 49             |

| Страна/территория (Чарт, 2011)          | Высшая Позиция |
| --------------------------------------- | -------------- |
| Россия (2М Топ 10. Цифровые треки 2011) | 7              |
| СНГ (Tophit Общий Топ-200)              | 87             |
| СНГ (Tophit Топ-200 по заявкам)         | 7              |
| Украина (Tophit Украинский Топ-200)     | 71             |
| Украина (Tophit Киевский Топ-200)       | 109            |

| Страна/территория (Чарт, 2012)      | Высшая Позиция |
| ----------------------------------- | -------------- |
| СНГ (Tophit Топ-200 по заявкам)     | 13             |
| Украина (Tophit Украинский Топ-200) | 76             |
| Украина (Tophit Киевский Топ-200)   | 53             |
| Италия                              | 33             |

| Страна                           | Статус     | Продажи |
| -------------------------------- | ---------- | ------- |
| Италия                           | Платиновый | 30 000* |
| * продажи на момент сертификации |            |         |

## Участники записи
- Елена Темникова — вокал
- Ольга Серябкина — вокал, текст песни
- Анастасия Карпова — вокал
- Максим Фадеев — композитор, продюсер

## Награды и номинации
| Год  | Награда         | Категория                | Результат |
| ---- | --------------- | ------------------------ | --------- |
| 2011 | «Песня года»    | Лауреаты фестиваля       | Победа    |
| 2012 | «Премия Муз-ТВ» | Лучшая песня             | Номинация |
| 2012 | «Премия Муз-ТВ» | Лучшее видео             | Номинация |
| 2012 | «Премия RU.TV»  | Лучший танцевальный трек | Победа    |
| 2012 | «Премия RU.TV»  | Лучший рингтон           | Номинация |
| 2012 | «Премия RU.TV»  | Креатив года             | Номинация |

## История релиза
| Регион                            | Дата                 | Лейбл                        |
| --------------------------------- | -------------------- | ---------------------------- |
| СНГ                               | август-сентябрь 2011 | радио-ротация                |
| Польша                            | ноябрь 2011          | My Music Group               |
| Дания                             | февраль 2012         | Sony Music Denmark           |
| Франция                           | март 2012            | Happy Music                  |
| Италия                            | март 2012            | EGO Records                  |
| Испания                           | апрель 2012          | Roster Music                 |
| Латинская Америка                 | апрель 2012          | +Mas Label                   |
| Скандинавия                       | 2 апреля 2012        | Disco:Wax                    |
| Бельгия / Нидерланды / Люксембург | 9 апреля 2012        | 541 Records                  |
| Мексика                           | 10 апреля 2012       | Mucha Mas Música             |
| Греция / Кипр                     | 30 апреля 2012       | Universal Music Greece       |
| Новая Зеландия                    | июнь 2012            | Vae Victis                   |
| Европа                            | июнь 2012            | Columbia Records             |
| Канада                            | 19 июня 2012         | D-Noy Muzik                  |
| Япония                            | 27 июня 2012         | EGO Records                  |
| Австралия                         | 20 июля 2012         | Central Station Records      |
| США                               | 27 июля 2012         | Ultra Records                |
| Великобритания                    | август 2012          | All Around The World         |
| Словения / Австрия / Швейцария    | 3 августа 2012       | Universal Music Domestic Pop |
| Германия                          | 3 августа 2012       | Universal Music Germany      |